# Roberto Valera
Roberto Valera Chamizo (n. La Habana, Cuba, 1938) es un compositor y pedagogo cubano.

## Formación académica
Roberto Valera comenzó sus estudios en 1948 con los profesores Waldina Cortina, Ñola Sahig, José Ardévol, Edgardo Martín y  Leo Brouwer en el Conservatorio Municipal de La Habana, donde también estudió canto con la soprano Zoila Gálvez in 1956. Valera recibió una beca del gobierno cubano en 1965 para estudiar en Polonia con los compositores Witold Rudzinski y  Andrzej Dobrowolski. El recibió un título como maestro en la Escuela Normal para Maestros de La Habana, y un doctorado en Pedagogía de la Universidad de La Habana.

## Actividad Profesional
Roberto Valera trabajó de 1961 a 1965 como asesor musical del Instituto Cubano de Arte e Industria Cinematográficos (ICAIC), comenzando también una carrera como compositor cinematográfico. Después de su regreso de Polonia, fue nombrado Director del Conservatorio Alejandro García Caturla en Marianao, La Habana, y en 1968 pasó a ocupar la Jefatura de la Cátedra de Armonía y Técnicas Contemporáneas en la Escuela de Música de la Escuela Nacional de Artes.
En 1976, Valera comenzó una larga asociación con el Instituto Superior de Arte (ISA), sirviendo como Decano y profesor de composición musical, orquestación y técnicas contemporáneas. Él fundó el Estudio de Música Electroacústica de esa escuela. Valera ha ocupado diversas posiciones en la Junta Ejecutiva de la Unión Nacional de Escritores y Artistas de Cuba (UNEAC), incluyendo un término como Presidente de su Sección de Música de 1990 a 1992.

## Obra
Una lista parcial de sus obras incluye:
- Orquesta: Devenir, 1969; Concierto por la Paz, saxofón y orquesta, 1985; Extraplan, 1990; Yugo y estrella, 1995; Concierto de Cojimar, guitarra y orquesta, 1998; Non divisi, orquesta de cuerdas, 1999.
- Música de cámara: Cuarteto de cuerdas, 1967; Tres Impertinencias, ensemble, 1971; Tierra de sol, cielo y tierra, ensemble, 1993; Glosas del tiempo recobrado, violín, chelo, piano, percusión, 1994.
- Coro: Iré a Santiago, coro mixto, 1969; Cuatro Poemas de Nicolás Guillén, soprano, coro mixto y orquesta, 2001.
- Música Vocal: Conjuro, soprano y orquesta, 1968.
- Piano: Doce Estudios Caribeños, 2002; Van Gogh's Blues Ear, 2002; Cuento Sonoro, 2004.
- Electroacústica: Ajiaco, medios electroacústicos, 1990; Palmas, medios electroacústicos, 1992; Periodo espacial, medios electroacústicos, 1993; Loa del camino, medios electroacústicos, 1999; Las Sombras no Abandonan, medios electroacústicos, 2000.

## Reconocimientos
- Primer Premio, Concurso del Ministerio de Cultura, 1985 (por la obra Concierto por la Paz)
- Premio Nacional de la UNEAC, 1989 (por toda su obra)
- La Medalla Alejo Carpentier
- La Medalla Félix Varela
- El Premio Nacional de Cultura del Consejo de Estado Cubano
- Premio del Ministerio de Educación Superior por su contribución a la educación en Cuba[1]
- La Medalla  Basse Terre en Guadeloupe
- La Medalla José María Heredia de la Provinvia de Santiago de Cuba
- La Medalla Karol Szymanowski del Ministerio de Arte y Cultura de Polonia[1]